# Galinthias amoena
Galinthias amoena es una especie de mantis de la familia Hymenopodidae.

## Distribución geográfica
Se encuentra en Angola, Camerún, Kenia, Malaui, Mozambique, KwaZulu-Natal, Sierra Leona, Tanzania, Zanzíbar, Transvaal, Zimbabue y la región del río Congo.